# حسق بورتوريكي
حسق بورتوريكي (الاسم العلمي:Priva portoricensis) هو نوع من النباتات يتبع جنس الحسق من الفصيلة اللويزية.